# Perez (Quezon)
Perez es un municipio filipino de quinta clase, perteneciente a la provincia de Quezon, en la región de Calabarzon. En 2020, tenía censados 12 767 habitantes.